# Robin Pera
Robin Pera (Voorschoten, 1963) is een Nederlands regisseur en acteur.

## Leven
In 1982 behaalde Pera zijn vwo-diploma aan het Eerste Christelijk Lyceum in Haarlem. Na het vwo woonde hij drie jaar in Minneapolis, waar hij een B.A. in acteren en regisseren behaalde. In diezelfde periode behaalde hij ook een minor voor marketing- en communicatiewetenschappen. Terug in Nederland speelde hij gastrollen in de VARA-comedy Zeg 'ns Aaa en de serie Nieuwe Buren. Beide series werden geregisseerd door Nico Knapper, die Pera later zou gaan opleiden tot regisseur. In 1991 regisseerde hij de comedyserie Ha, die Pa! en een jaar later begon hij bij de soap Goede tijden, slechte tijden, waar hij in 1993 alweer vertrok.
Naast zijn werk als regisseur is Pera toch blijven acteren. Hij volgde acteerworkshops bij onder anderen Karst Woudstra en Prunella Scales. Op televisie speelde hij kleine rollen in Costa! de Serie en in het verborgencameraprogramma Bananasplit. Zijn laatste project als regisseur is de EO-miniserie Juliana, over het leven van koningin Juliana. Ook heeft hij workshops gegeven bij onder andere De Trap.

## Carrière

### Opleiding
- Eerste Christelijk Lyceum Haarlem - vwo (1976-1982)
- Theater Arts Minneapolis (1982-1985)
- Acteerworkshops bij Elise Hooymans (1985), Candice Derra (1986), Marcelle Meulemans (1987), Karst Woudstra (1997), Prunella Scales (2000) en George Loros (2000)
- Media Academie Hilversum (1989)

### Regie (1991-heden)
- Ha, die Pa! (1991-1992)
- Goede tijden, slechte tijden (1992-1993)
- SamSam (1994-1996)
- Het zonnetje in huis (1998-1999)
- De club (1998)
- Babes (1999)
- Ben zo terug (2000)
- De Garage (2000)
- Bradaz (2000-2002)
- Luifel & Luifel (2002)
- Costa! de Serie (2003, 2005)
- ZOOP (2004)
- Juliana (2006, 2008)
- Kees & Co (2019-heden)

### Scenarioschrijver (2004-heden)
- Costa! de Serie (2004)
- Alex FM (2005)
- Juliana (2006, 2008)